# ديف هندرسون (لاعب كرة قدم)
ديف هندرسون (بالإنجليزية: Dave Henderson)‏ (11 يونيو 1960 بدبلن في جمهورية أيرلندا - ) هو لاعب كرة قدم أيرلندي في مركز حراسة المرمى. شارك مع منتخب جمهورية أيرلندا تحت 21 سنة لكرة القدم. أما مع النوادي، فقد لعب مع باتريك أتلتيك ودرودا يونايتد ونادي بوهيميان ونادي شامروك روفرز وفانكوفر وايتكابس وتورونتو بليزارد وهوم فارم ‏.

## وصلات خارجية
- ديف هندرسون على موقع قاعدة بيانات كرة القدم.إي يو (الإنجليزية)